# Verge blanca
|  | «Verge Blanca» redirigeix aquí. Vegeu-ne altres significats a «Verge Blanca (catedral de Toledo)». |

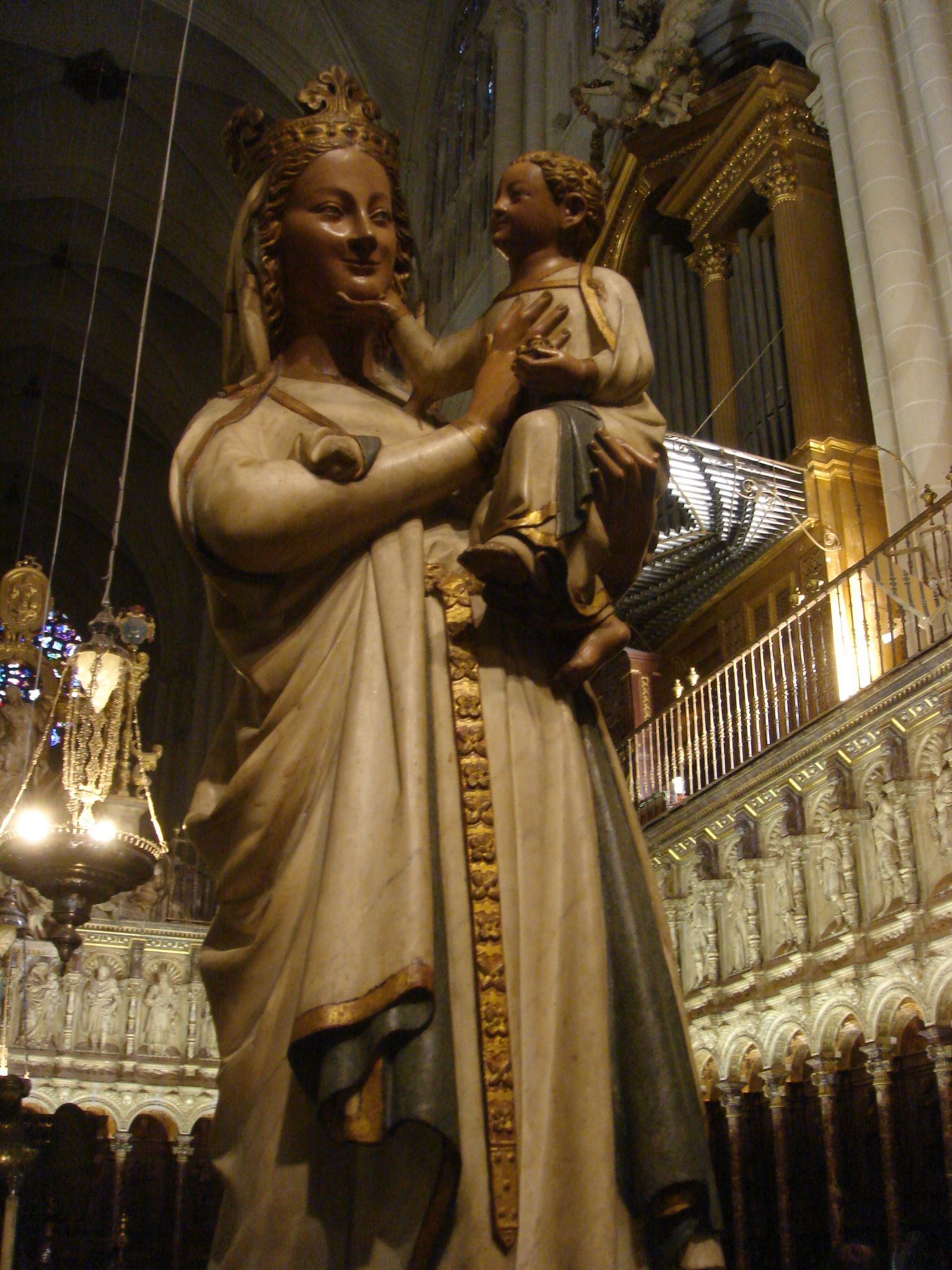
Verge Blanca del cor de la catedral de Toledo

Verge Blanca o Santa Maria la Blanca és una advocació mariana molt estesa, i de molt diversa interpretació.
Pot identificar-se amb la blancor del material amb el qual es va fer una imatge habitualment una escultura en pedra, —marbre, alabastre, calcària. És molt habitual identificar-la amb un miracle de la Verge Maria que s'associa amb el color blanc: el que dona origen a l'advocació de Nostra Senyora de les Neus, que se celebra el 5 d'agost, —commemorant una nevada insòlita a Roma, que va assenyalar el lloc on es va aixecar l'església de Santa Maria Maggiore.
Teològicament, el blanc indica la virginitat de Maria, mare de Jesús, que pot associar-se al concepte de la Immaculada Concepció. Entre els colors de les vestidures de la verge a les representacions pictòriques acostuma a utilitzar-se el blanc per a la túnica, i el blau o el vermell per al mantell. El lliri blanc és la flor que s'utilitza com a símbol iconogràfic de la Verge Maria, especialment en la representació de l'escena de l'Anunciació. També té relació amb la blancor l'associació simbòlica de la Verge amb la lluna o les estrelles —per exemple, a les jaculatòries. El nom femení Blanca es va originar possiblement en aquesta advocació.
El 2 d'octubre se celebra la festivitat de la Verge Blanca de l'Acadèmia, patrona de Lleida.